# Masacre de Capitanejo
La Masacre de Capitanejo fue una matanza ocurrida en Colombia, en el municipio de Capitanejo (Santander), el 29 de diciembre de 1930, en el marco de La Violencia bipartidista (entre 1925 y 1958), la masacre fue perpetrada por policías y miembros del Partido Liberal Colombiano contra militantes del Partido Conservador Colombiano.

## Antecedentes
Para el 7 de agosto de 1930, inició el gobierno de Enrique Olaya Herrera, iniciando el periodo conocido como la República Liberal, finalizando la denominada Hegemonía Conservadora, a pesar de que se intento conformar un gobierno de Concertación Nacional, se nombraron alcaldes liberales en pueblos conservadores.
El 3 de diciembre de 1930 en Chiquinquirá (Boyacá) en una manifestación política se desató una confrontación, durante la cual fue asesinado un sargento de la policía a manos del civil Heraclio Castro. El 6 de diciembre, en Tunja, cuando se llevaba a cabo una manifestación de Los Leopardos o conservadores de ultraderecha, se generó una serie de disturbios que dejaron como resultado seis muertos y varios heridos. De estos hechos se responsabilizó a Francisco Calderón Umaña, excomandante del cuerpo de guardias de Boyacá.

## Hechos
La masacre fue perpetrada en la conocida desde entonces Calle del 29 en Capitanejo (Santander), en la provincia de García Rovira, cuando militantes conservadores comandados por Alejandro Herrera, se dirigían a la Registraduría de ese municipio, mientras 200 conservadores hacían una fila para inscribirse a las elecciones de diputados de 1931, otra parcialidad de liberales y policías les dispararon formando un tiroteo. Sin embargo, no se determino la cifra exacta de víctimas que rondarían los 15 muertos según algunas fuentes.
También se presentaron otras masacres en Piedecuesta y en Guaca (Santander), dejando 14 muertos, y el 29 de junio de 1931 fue asesinado el párroco de Molagavita (Santander), Gabino Orduz Lamus, nacido en San Andrés (Santander), por el agente de la policía departamental Roberto Tarazona. El 10 de septiembre de 1932, el alcalde de San Andrés, Clímaco Rodríguez, dirigió acciones que se tradujeron en la muerte de labriegos, intento de asesinato del coadjutor, Carlos Colmenares, el ataque a las religiosas del hospital y del colegio de señoritas y la destrucción de la imprenta donde se editaban el semanario Lucha y Defensa y la Hojita Parroquial. En 1933 se registró otra masacre en Molagavita.

## Responsables
Se responsabilizo al Alcalde y a la Policía, además al entonces gobernador de Santander Alejandro Galvis y al Gobierno de Enrique Olaya Herrera por mantener alcaldes liberales en pueblos de mayoría conservadora, lo cual provocó la formación de bandas conservadoras como Los Chulavitas y de grupos armados de conservadores conocidos como Guardias Civiles inicialmente vinculados bajo el consecuente periodo presidencial de M. Ospina Pérez, el cual administraría he destinara aquellos grupos con el objetivo de preservar el orden publico y reprimir la oposición  .